# 論告
論告（ろんこく）とは刑事訴訟で証拠調べが終わった後に検察官が行う事実および法律の適用についての意見の陳述をすること（刑事訴訟法293条）。

## 概要
通常は論告に付随して求刑も行われる。
論告において被告人の犯罪の悪質さを強調する際にも用いられる。

## 論告における被告人に対する有名な言葉
- 西口彰（西口彰事件） - 「史上最高の黒い金メダルチャンピオン」
- SとK（埼玉愛犬家連続殺人事件）「世上まれに見る重大凶悪事犯」
- 麻原彰晃（オウム真理教事件） - 「わが国の犯罪史上最も凶悪な犯罪者」
- 土谷正実（オウム真理教事件） - 「麻原彰晃の頭脳として、悪魔に魂を売り渡した殺人化学者」
- 加藤智大（秋葉原通り魔事件） - 「人間性の欠片も無い悪魔の所業」
- MとO（北九州監禁殺人事件）「善悪のたがが外れた首謀者」「指示にひたすら従う愚直な実行者」